# Billingham Synthonia F.C.
Câu lạc bộ bóng đá Billingham Synthonia là một câu lạc bộ bóng đá có trụ sở ở Billingham, County Durham, Anh. Có biệt danh là "Synners", đội hiện là thành viên của Northern League Division Two và thi đấu trên sân Norton Sports Complex ở Norton.

## Lịch sử
Câu lạc bộ được thành lập vào năm 1923 và được đặt theo tên của một loại phân bón nông nghiệp, Synthonia là một sự kết hợp của "amonia tổng hợp", một sản phẩm do ICI sản xuất, mà câu lạc bộ có liên kết. Ban đầu đội chơi ở South Bank & District League, sau đó gia nhập Teesside League. Đội đã giành được Teesside League Cup mùa giải 1934-35, chức vô địch giải đấu mùa giải 1936-37 và League Cup lần thứ hai vào mùa giải 1938-39.
Năm 1945 câu lạc bộ tham gia Northern League. Đội lọt vào vòng Một Cúp FA lần đầu tiên vào mùa giải 1948-49, thua Crewe Alexandra 5-0 tại Gresty Road. Mùa giải tiếp theo họ kết thúc với tư cách á quân Northern League và lại lọt vào vòng Một Cúp FA, lần này là thất bại 3-0 trước Stockport County. Sau khi kết thúc ở vị trí á quân một lần nữa mùa giải 1950-51, một mùa giải mà họ không để thủng lưới trong các trận đấu trên sân nhà, mùa giải 1951-52 chứng kiến họ giành được League Cup với chiến thắng 1-0 trước Tow Law Town trong trận đá lại, kết thúc với vị trí á quân mùa thứ ba liên tiếp và lọt vào vòng Một Cúp FA lần thứ ba, thua Scunthorpe & Lindsay United 5-0. Đội đã giành chức vô địch Northern League lần đầu tiên vào năm 1956-57, một mùa giải cũng chứng kiến một suất dự vòng Một Cúp FA, dẫn đến thất bại 6-1 trước Carlisle United. Trong mùa giải tiếp theo, đội lại lọt vào vòng đầu tiên, thua 5-2 trước Boston United.
Mùa giải 1985-86 câu lạc bộ bị xuống hạng đến Division Two sau khi xếp thứ hai từ dưới lên của Division One. Tuy nhiên, đội đã trở lại Division One ngay lập tức bằng cách chiến thắng Division Two ở lần thử đầu tiên. Mùa giải 1987-88 chứng kiến chức vô địch League Cup thứ hai với thất bại 2-1 trước Shildon trong trận chung kết, cũng như một trận đấu khác ở vòng một Cúp FA - thất bại 4-2 trước Halifax Town trong một trận đấu trên sân Victoria Park của Hartlepool United. Đội tiếp tục giành được các danh hiệu Division One liên tiếp vào các năm 1988-89 và 1989-90; Mùa giải 1989-90 cũng chứng kiến chức vô địch League Cup thứ ba, đánh bại Whitby Town 5-2 trong trận chung kết, cũng như lần thứ bảy góp mặt ở vòng đầu tiên FA Cup, lần này là thất bại 1-0 trước Lincoln City.
Đội giành được danh hiệu Northern League thứ 4 vào mùa giải 1995-96. Mùa giải 2006-07 Billingham lọt vào bán kết FA Vase; sau khi đánh bại AFC Totton 2-1 trên sân khách, đội đã thua trận lượt đi trên sân nhà với tỷ số 2-1, với chiến thắng ở loạt sút luân lưu 5-4. Vào cuối mùa giải 2014-15 họ bị xuống hạng ở Division Two sau khi xếp ở khu vực xuống hạng của Division One. Vị trí thứ ba chung cuộc mùa giải 2016-17 giúp họ thăng hạng trở lại Division One. Tuy nhiên, vào mùa giải 2017-18 câu lạc bộ xếp cuối Division One và bị xuống hạng trở lại Division Two.

## Sân vận động
Ban đầu câu lạc bộ chơi tại Belasis Lane, một phần của khu liên hợp thể thao ICI. Sân đầu tiên ở phía nam của con đường, với câu lạc bộ di chuyển đến một ở phía bắc của con đường trước khi tham gia giải đấu Northern League vào năm 1945. Sân Belasis Lane chứng kiến trận đấu đầu tiên được chiếu sáng ở miền bắc nước Anh vào ngày 11 tháng 11. năm 1952 khi Billingham đánh bại đội RAF với tỷ số 8-4 trước đám đông 3.000 người khán giả. Năm 1958, họ chuyển đến Sân vận động trên Đại lộ Trung tâm ở Billingham; sân mới được khai trương vào ngày 6 tháng 9 năm 1958 bởi Lord Derby, với trận đầu tiên kết thúc với tỷ số hòa 2-2 trước Bishop Auckland; đám đông 4.200 người vẫn là số người tham dự kỷ lục của câu lạc bộ. Trong cùng năm, sân vận động được sử dụng cho cuộc họp quốc tế của tuyển Anh 'B'; khán đài công suất 2.000 công suất của sân vận động là lâu nhất trong cả nước vào thời điểm đó. Sân vận động cũng được sử dụng bởi câu lạc bộ Billingham Athletics và tổ chức các trận đấu dự bị của Middlesbrough cho đến năm 2011.
Vào tháng 4 năm 2017, câu lạc bộ rời Sân vận động do chi phí nâng cấp công trình, ban đầu đồng ý sử dụng Khu liên hợp thể thao Norton ở Norton trong hai mùa giải.

## Danh hiệu
- Northern League
  - Vô địch Division One 1956-57, 1988-89, 1989-90, 1995-96
  - Vô địch Division Two 1986-87
  - Vô địch League Cup 1951-52, 1987-88, 1989-90
- Teesside League
  - Vô địch 1936-37
  - Vô địch League Cup 1934-35, 1938-39
- Durham Challenge Cup
  - Vô địch 1988-89, 1990-91, 2008-09, 2009-10
- North Riding Senior Cup
  - Vô địch 1966-67, 1971-72, 1978-79

## Kỉ lục
- Thành tích tốt nhất tại Cúp FA: Vòng Một, 1948-49, 1949-50, 1951-52, 1956-57, 1957-58, 1987-88, 1989-90[3]
- Thành tích tốt nhất tại FA Amateur Cup: Tứ kết, 1948-49[3]
- Thành tích tốt nhất tại FA Trophy: Tứ kết, 1993-94[3]
- Thành tích tốt nhất tại FA Vase: Bán kết, 2006-07[3]
- Trận thắng đậm nhất: 11-0 với Seaton Carew, Vòng Một Durham Challenge Cup, 8 tháng 11 năm 2014[2]
- Cầu thủ ra sân nhiều nhất: Andy Habron, 648 (1977-1996)[5]
- Cầu thủ ghi nhiều bàn thắng nhất: Tony Hetherington, 243 (1964-1979)[6]
  - Cầu thủ ghi nhiều bàn thắng nhất trong một trận đấu: Arthur Rhodes, 8 với South Bank, 25 tháng 12 năm 1945[2]
- Kỉ lục số khán giả: 4.200 với Bishop Auckland, 6 tháng 9 năm 1958[2]